# Phasmena nasuta
Phasmena nasuta är en insektsart som beskrevs av Melichar 1902. Phasmena nasuta ingår i släktet Phasmena och familjen sköldstritar. Inga underarter finns listade i Catalogue of Life.